# ネマニャ・ヴチチェヴィッチ
ネマニャ・ヴチチェヴィッチ（Nemanja Vučićević, セルビア語: Немања Вучићевић, 1979年8月11日 - ）は、セルビア・ベオグラード出身のサッカー選手。ポジションは攻撃的ミッドフィールダーを主とする。

## 来歴
7歳の時にサッカーを始め、地元FKラド・ベオグラードの下部組織へ入団。
1996年にラドを離れプロサッカークラブを模索するが、中々契約に至らず、1998年になってセルビア・スルプスカ・リーガのRFKグラフィチャルに加入。プロキャリアをスタートさせた。グラフィチャルで実績を積み、2000年よりプルヴァ・リーガ（1部）のOFKベオグラードに加入。U-21セルビア代表にも選出された。
2001年にはロシア・ヴィシーディヴィビジョン（1部・現プレミアリーグ）のFCロコモティフ・モスクワに移籍し、リーグ優勝とUEFAチャンピオンズリーグの出場を経験した。
2003年に再びOFKベオグラードに戻り、2004年、ドイツ・ツヴァイテリーガ（2部）のTSV1860ミュンヘンへ移籍。2006-07シーズンにはベルカント・ギョクタン (en) に次ぐチーム2位の9得点を挙げ、ブンデスリーガ（1部）のVfBシュトゥットガルトを始めとする複数のクラブからオファーを受けたが、ヴチチェヴィッチと彼の代理人は、好調を維持し更に得点を重ねればドイツ国内のトップクラブへも移籍できると考え、これらのオファーを拒否。しかしその直後に負傷し、結局2部の1.FCケルンへ移籍することになった。ケルンではクリストフ・ダウム監督の下、1部への昇格に貢献。2008-09シーズン第27節ボルシア・ドルトムント戦でファブリス・エレのアシストからブンデスリーガでの初得点を挙げた。
2009年、セバスティアン・フライス (en) の加入に伴い ケルンを退団し、イスラエル・プレミアリーグ（1部）のハポエル・テルアビブFCへ移籍。エリ・グットマン (en) 監督からリーダー格として大きな信頼を寄せられ先発出場を続けていたが、打撲による内出血から深部静脈血栓症を発症したことで長期離脱を強いられた。翌2010年はギリシャ・スーパーリーグ（1部）のAOカヴァラで症状の回復を図りながらプレーを続けた。
2011年、2年契約でキプロス・ファーストディビジョン（1部）のアノルトシス・ファマグスタへ移籍したが、ロニー・レヴィ (en) 監督に疎まれ、半年で退団。2011-12シーズンの途中で加入したトルコ・シュペルリガ（1部）のマニサスポルは財政面などクラブ状況が悪く、2部降格を喫した。
2012年7月より、同郷のランコ・ポポヴィッチが監督を務めるJリーグ1部・FC東京の練習にテスト参加し、翌8月に加入が発表された。同月18日のJ1第22節大宮戦で初出場。早々とチームにフィットし、J1第25節清水戦で初得点を挙げると、その後全て途中出場ながら6得点を挙げ得点率でリーグ1位となるなど、スーパーサブとして活躍した。2013年は靭帯損傷による離脱 などによる出遅れにより 得点ペースを落としたが、ポポヴィッチからは相手ゴール前での冷静さとミスを恐れない姿勢を高く評価されていた。同年限りで退団。
その後1年強の間無所属でいたが、2015年にインドネシア・スーパーリーグ（1部）・PSMマカッサルにおいて外国籍選手のセレクションに参加。ストライカーとして認められ 同クラブに加入。しかしFIFAによる制裁でリーグ戦が休止となったため、帰国。
2016年、EUROビーチサッカーカップ (2016 Euro Beach Soccer Cup) に臨むビーチサッカーセルビア代表に選出。また、同年のEUROビーチサッカーリーグ (2016 Euro Beach Soccer League) ではモルドバ戦及びカザフスタン戦でハットトリックを挙げるなど得点源としてチームを牽引した。

## 所属クラブ
ユース経歴

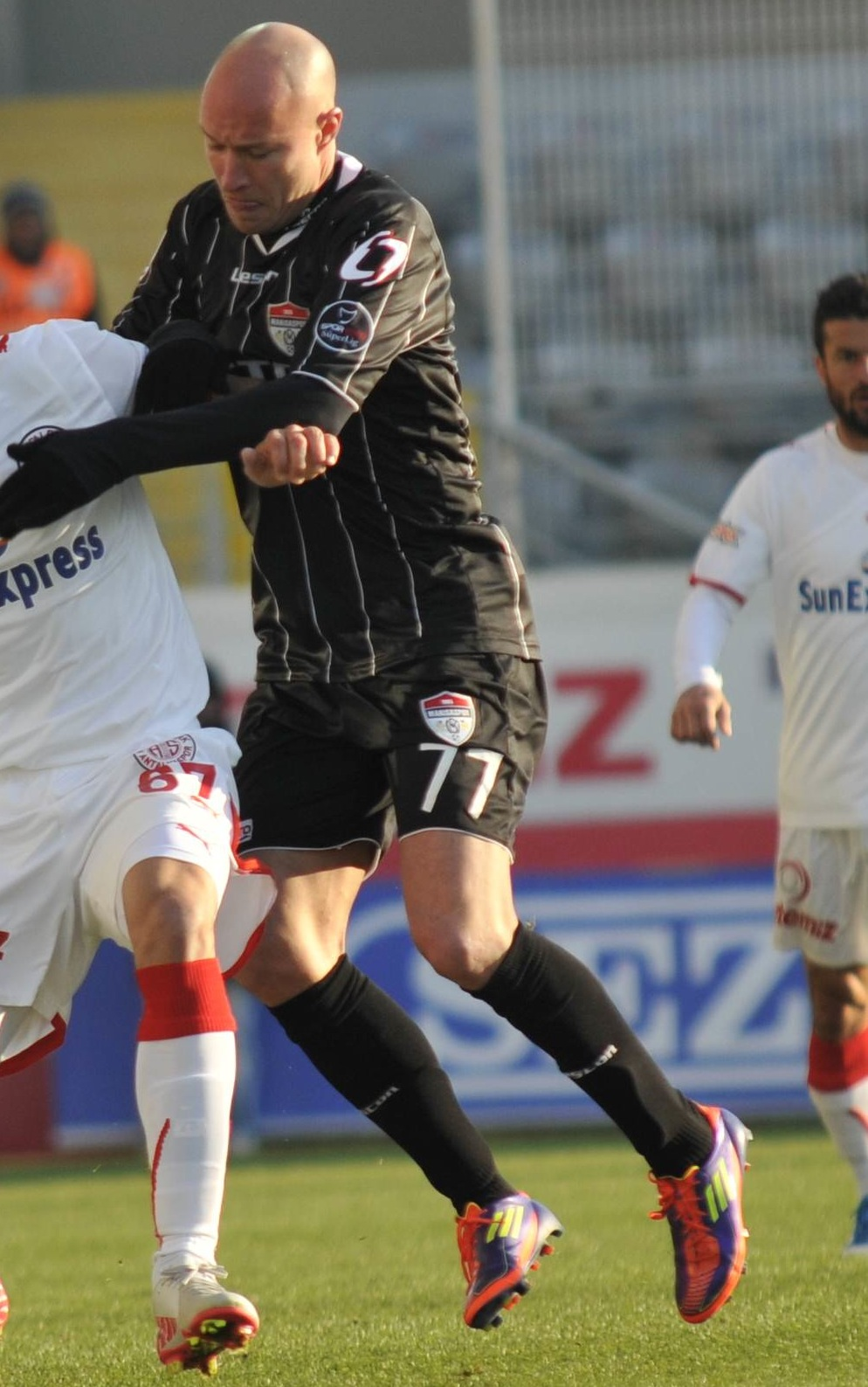
マニサスポル所属時

- -1996年  FKラド・ベオグラード

プロ経歴
- 1998年7月 - 2000年  RFKグラフィチャル
- 2000年7月 - 2001年  OFKベオグラード
- 2001年7月 - 2003年  FCロコモティフ・モスクワ
- 2003年9月 - 2004年  OFKベオグラード (レンタル)
- 2004年12月 - 2007年  TSV1860ミュンヘン
- 2007年7月 - 2009年  1.FCケルン
- 2009年8月 - 2010年  ハポエル・テルアビブFC
- 2010年8月 - 2011年  AOカヴァラ (en)
- 2011年7月 - 2012年1月[1]  アノルトシス・ファマグスタ
- 2012年1月 - 2012年5月[1]  マニサスポル
- 2012年8月 - 2013年  FC東京
- 2015年 -  PSMマカッサル

## 個人成績
| 国内大会個人成績       | 国内大会個人成績       | 国内大会個人成績       | 国内大会個人成績       | 国内大会個人成績 | 国内大会個人成績 | 国内大会個人成績 | 国内大会個人成績 | 国内大会個人成績 | 国内大会個人成績 | 国内大会個人成績 | 国内大会個人成績 |
| 年度                   | クラブ                 | 背番号                 | リーグ                 | リーグ戦         | リーグ戦         | リーグ杯         | リーグ杯         | オープン杯       | オープン杯       | 期間通算         | 期間通算         |
| 年度                   | クラブ                 | 背番号                 | リーグ                 | 出場             | 得点             | 出場             | 得点             | 出場             | 得点             | 出場             | 得点             |
| ユーゴスラビア         | ユーゴスラビア         | ユーゴスラビア         | ユーゴスラビア         | リーグ戦         | リーグ戦         | リーグ杯         | リーグ杯         | オープン杯       | オープン杯       | 期間通算         | 期間通算         |
| ---------------------- | ---------------------- | ---------------------- | ---------------------- | ---------------- | ---------------- | ---------------- | ---------------- | ---------------- | ---------------- | ---------------- | ---------------- |
| 1998-99                | グラフィチャル         |                        | スルプスカ             | 17               | 5                |                  |                  |                  |                  |                  |                  |
| 1999-00                | グラフィチャル         |                        | スルプスカ             | 27               | 13               |                  |                  |                  |                  |                  |                  |
| 2000-01 (en)           | OFKベオグラード        |                        | プルヴァ               | 28               | 7                |                  |                  | 1                | 0                |                  |                  |
| ロシア                 | ロシア                 | ロシア                 | ロシア                 | リーグ戦         | リーグ戦         | ロシア杯         | ロシア杯         | オープン杯       | オープン杯       | 期間通算         | 期間通算         |
| 2001 (en)              | Lモスクワ              | 19                     | ヴィシー               | 3                | 0                |                  |                  |                  |                  |                  |                  |
| 2002 (en)              | Lモスクワ              | 19                     | プレミア               | 9                | 0                | 1                | 0                |                  |                  |                  |                  |
| 2003 (en)              | Lモスクワ              | 19                     | プレミア               | 4                | 0                | 1                | 0                | 2                | 0                |                  |                  |
| セルビア・モンテネグロ | セルビア・モンテネグロ | セルビア・モンテネグロ | セルビア・モンテネグロ | リーグ戦         | リーグ戦         | リーグ杯         | リーグ杯         | オープン杯       | オープン杯       | 期間通算         | 期間通算         |
| 2003-04 (en)           | OFKベオグラード        |                        | プルヴァ               | 25               | 3                |                  |                  | 3                | 2                |                  |                  |
| ドイツ                 | ドイツ                 | ドイツ                 | ドイツ                 | リーグ戦         | リーグ戦         | リーグ杯         | リーグ杯         | DFBポカール      | DFBポカール      | 期間通算         | 期間通算         |
| 2004-05 (en)           | 1860ミュンヘン         | 23                     | ツヴァイテ             | 10               | 1                |                  |                  |                  |                  |                  |                  |
| 2005-06 (en)           | 1860ミュンヘン         | 23                     | ツヴァイテ             | 10               | 2                |                  |                  | 2                | 1                |                  |                  |
| 2006-07 (en)           | 1860ミュンヘン         | 7                      | ツヴァイテ             | 28               | 9                |                  |                  | 1                | 0                |                  |                  |
| 2007-08 (en)           | 1.FCケルン             | 21                     | ツヴァイテ             | 24               | 1                |                  |                  | 1                | 1                |                  |                  |
| 2008-09                | 1.FCケルン             | 7                      | ブンデス               | 29               | 1                |                  |                  | 1                | 0                |                  |                  |
| イスラエル             | イスラエル             | イスラエル             | イスラエル             | リーグ戦         | リーグ戦         | リーグ杯         | リーグ杯         | オープン杯       | オープン杯       | 期間通算         | 期間通算         |
| 2009-10 (en)           | Hテルアビブ            | 7                      | プレミア               | 9                | 3                | 1                | 0                |                  |                  |                  |                  |
| ギリシャ               | ギリシャ               | ギリシャ               | ギリシャ               | リーグ戦         | リーグ戦         | リーグ杯         | リーグ杯         | エラーダス杯     | エラーダス杯     | 期間通算         | 期間通算         |
| 2010-11 (en)           | カヴァラ               | 10                     | スーパー               | 23               | 2                |                  |                  | 2                | 0                |                  |                  |
| キプロス               | キプロス               | キプロス               | キプロス               | リーグ戦         | リーグ戦         | リーグ杯         | リーグ杯         | オープン杯       | オープン杯       | 期間通算         | 期間通算         |
| 2011-12 (en)           | Aファマグスタ          | 10                     | ファースト             | 9                | 0                |                  |                  |                  |                  |                  |                  |
| トルコ                 | トルコ                 | トルコ                 | トルコ                 | リーグ戦         | リーグ戦         | トルコ杯         | トルコ杯         | オープン杯       | オープン杯       | 期間通算         | 期間通算         |
| 2011-12 (en)           | マニサスポル           | 77                     | シュペルリガ           | 9                | 2                |                  |                  |                  |                  |                  |                  |
| 日本                   | 日本                   | 日本                   | 日本                   | リーグ戦         | リーグ戦         | リーグ杯         | リーグ杯         | 天皇杯           | 天皇杯           | 期間通算         | 期間通算         |
| 2012                   | FC東京                 | 32                     | J1                     | 13               | 6                | 2                | 0                | 1                | 0                | 16               | 6                |
| 2013                   | FC東京                 | 32                     | J1                     | 16               | 3                | 5                | 0                | 3                | 0                | 24               | 3                |
| インドネシア           | インドネシア           | インドネシア           | インドネシア           | リーグ戦         | リーグ戦         | リーグ杯         | リーグ杯         | オープン杯       | オープン杯       | 期間通算         | 期間通算         |
| 2015 (en)              | マカッサル             | 9                      | ISL                    | 1                | 1                |                  |                  |                  |                  |                  |                  |
| 通算                   | ユーゴスラビア         | ユーゴスラビア         | プルヴァ               | 28               | 7                |                  |                  |                  |                  |                  |                  |
| 通算                   | ユーゴスラビア         | ユーゴスラビア         | スルプスカ             | 44               | 18               |                  |                  |                  |                  |                  |                  |
| 通算                   | セルビア・モンテネグロ | セルビア・モンテネグロ | プルヴァ               | 25               | 3                |                  |                  | 3                | 2                |                  |                  |
| 通算                   | ロシア                 | ロシア                 | ヴィシー/プレミア      | 16               | 0                |                  |                  |                  |                  |                  |                  |
| 通算                   | ドイツ                 | ドイツ                 | ブンデス               | 29               | 1                |                  |                  |                  |                  |                  |                  |
| 通算                   | ドイツ                 | ドイツ                 | ツヴァイテ             | 72               | 13               |                  |                  |                  |                  |                  |                  |
| 通算                   | イスラエル             | イスラエル             | プレミア               | 9                | 3                | 1                | 0                |                  |                  |                  |                  |
| 通算                   | ギリシャ               | ギリシャ               | スーパー               | 23               | 2                |                  |                  | 2                | 0                |                  |                  |
| 通算                   | キプロス               | キプロス               | ファースト             | 9                | 0                |                  |                  |                  |                  |                  |                  |
| 通算                   | トルコ                 | トルコ                 | シュペルリガ           | 9                | 2                |                  |                  |                  |                  |                  |                  |
| 通算                   | 日本                   | 日本                   | J1                     | 29               | 9                | 7                | 0                | 4                | 0                | 40               | 9                |
| 通算                   | インドネシア           | インドネシア           | ISL                    | 1                | 1                |                  |                  |                  |                  |                  |                  |
| 総通算                 | 総通算                 | 総通算                 | 総通算                 | 294              | 59               |                  |                  |                  |                  |                  |                  |

| 国際大会個人成績 | 国際大会個人成績 | 国際大会個人成績 | 国際大会個人成績 | 国際大会個人成績 | 国際大会個人成績 | 国際大会個人成績 | 国際大会個人成績 | 国際大会個人成績 |
| 年度             | クラブ           | 背番号           | 出場             | 得点             | 出場             | 得点             | 出場             | 得点             |
| UEFA             | UEFA             | UEFA             | UEFA EL          | UEFA EL          | CL予選           | CL予選           | UEFA CL          | UEFA CL          |
| ---------------- | ---------------- | ---------------- | ---------------- | ---------------- | ---------------- | ---------------- | ---------------- | ---------------- |
| 2001-02/CL       | Lモスクワ        | 19               | 1                | 0                |                  |                  |                  |                  |
| 2002-03          | Lモスクワ        | 19               | -                | -                |                  |                  |                  |                  |
| 2003-04          | Lモスクワ        | 19               | -                | -                |                  |                  |                  |                  |
| 2009-10          | Hテルアビブ      | 7                | 5                | 1                | -                | -                | -                | -                |
| 2011-12          | Aファマグスタ    | 10               | 4                | 1                | -                | -                | -                | -                |
| 通算             | UEFA             | UEFA             | 10               | 2                |                  |                  |                  |                  |

その他の国際公式戦
- UEFAインタートトカップ2004 (en)  (OFKベオグラード)

出場歴
- 2001年9月11日：UEFA CL 初出場 - 1次GL第1節 vsRSCアンデルレヒト (ロコモティフ・スタジアム (モスクワ))[27][28]
- 2005年1月23日：ドイツ・ツヴァイテリーガ 初出場 - 第18節 vsSpVggウンターハヒンク (Generali Sportpark) [29][30]
- 2005年5月08日：ドイツ・ツヴァイテリーガ 初得点 - 第32節 vsアレマニア・アーヘン (Grünwalder Stadion) [31][32]
- 2008年8月16日：ドイツ・ブンデスリーガ 初出場 - 第01節 vsVfLヴォルフスブルク (フォルクスワーゲン・アレーナ)[33][34]
- 2009年4月11日：ドイツ・ブンデスリーガ 初得点 - 第27節 vsボルシア・ドルトムント (ヴェストファーレンシュタディオン)[9][35]
- 2009年9月13日：イスラエル・プレミアリーグ 初出場/初得点 - 第3節 vsハポエル・ベア・シェバFC (Vasermil Stadium) [36]
- 2010年9月12日：ギリシャ・スーパーリーグ 初出場 - 第2節 vsAELラリッサ (Alcazar Stadium) [37][38]
- 2010年10月2日：ギリシャ・スーパーリーグ 初得点 - 第5節 vsパニオニオス (Anthi Karagianni Stadium) [39][40]
- 2011年8月27日：キプロス・ファーストリーグ 初出場 - 第1節 vsエスニコス・アフナスFC (Dasaki Stadium) [41]
- 2012年2月02日：トルコ・シュペルリガ 初出場/初得点 - 第24節 vsエスキシェヒルスポル (Ankara 19 Mayıs Stadium) [42][43]
- 2012年8月18日：Jリーグ初出場 - J1第22節 vs大宮アルディージャ (味の素)[15]
- 2012年9月15日：Jリーグ初得点 - J1第25節 vs清水エスパルス (アウスタ)[15]
- 2015年4月11日：インドネシア・スーパーリーグ初出場・初得点 - vsスリウィジャヤFC (アンディ・マッタラッタ・スタジアム)[44]

## 代表歴
- U-21セルビア代表
  - 2000年-2001年 UEFA U-21欧州選手権2002 (予選) (en)
- ビーチサッカーセルビア代表
  - 2016年 EUROビーチサッカーカップ (en)  (8位)
  - 2016年 2016 EUROビーチサッカーリーグ (en) 
  - 2017年 2017 FIFAビーチサッカーワールドカップ・ヨーロッパ予選 (en)  (GL敗退)
  - 2017年 2017 EUROビーチサッカーリーグ (en)

## タイトル
- ロシアサッカー・プレミアリーグ (2002)
- ロシア・スーパーカップ (2003)
- イスラエル・プレミアリーグ (2009-2010)
- イスラエル・ステート・カップ (2009-2010)